# Sterownik silnika

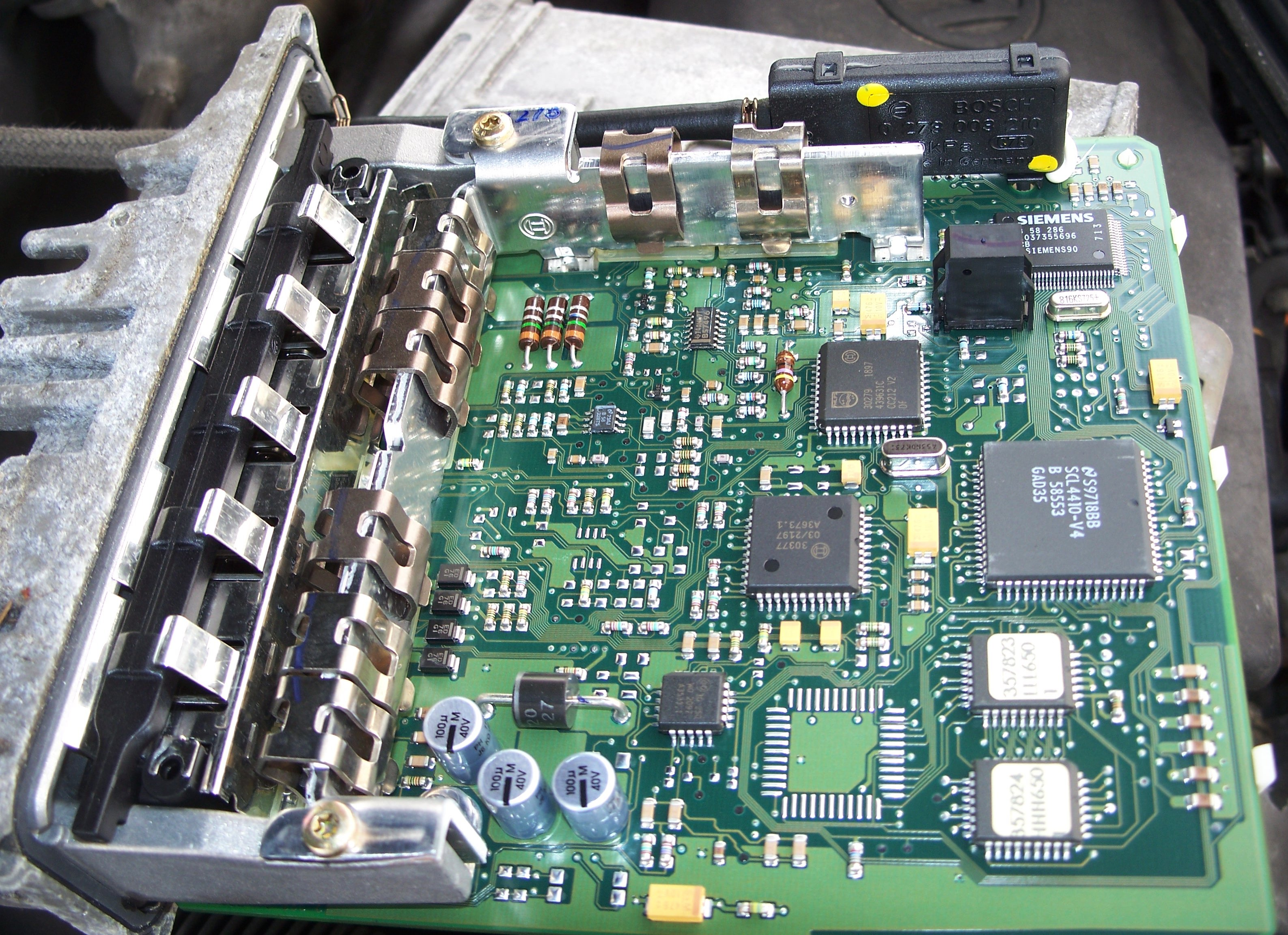
Wnętrze sterownika silnika typu TDI samochodu Volkswagen Golf III

Sterownik silnika (ang. ECU – Engine Control Unit lub ECM – Engine Control Module) – urządzenie elektroniczne zarządzające pracą silnika spalinowego. 
Może współpracować z takimi czujnikami jak: sonda lambda, czujnik położenia wału, czujnik położenia wałka rozrządu, czujnik podciśnienia, przepływomierz, czujnik temperatury cieczy chłodzącej, czujnik temperatury kolektora ssącego. Na podstawie informacji pobieranych z tych czujników, oraz danych zapisanych w pamięci komputer sterownika dobiera odpowiednie proporcje paliwa i powietrza w mieszance oraz ustala moment wtrysku paliwa do cylindra, określa moment zapłonu (kąt wyprzedzenia) mieszanki w silnikach z zapłonem iskrowym.
Silniki z elektronicznym wtryskiem zużywają mniej paliwa niż porównywalne silniki gaźnikowe. Pierwsze elektroniczne sterownie zasilaniem silnika montowano w samochodach na początku lat 80. Silnik z elektronicznym wtryskiem jest również bezpieczniejszy w eksploatacji – komputer nie dopuszcza do wysokich obrotów wału i automatycznie odcina wtrysk paliwa przy danych obrotach. Sterownik ECU automatycznie dobiera również odpowiednią dawkę paliwa przy niskiej temperaturze, co eliminuje konieczność stosowania ssania do rozruchu silnika.
Przykładem takiego urządzenia jest Bosch Motronic.